# الشعفه
الشعفه (به عربی: الشعفة) یک منطقهٔ مسکونی در سوریه است که در استان دیر الزور واقع شده‌است. الشعفه ۱۸٬۹۵۶ نفر جمعیت دارد.